# Яковцево (Нижегородская область)
Я́ковцево — село в Вачском районе Нижегородской области, входит в состав Новосельского сельсовета. Бывший административный центр Яковцевского сельсовета. В прошлом большое купеческое волостное село Муромского уезда Владимирской губернии.
Стоит на водоразделе бассейнов двух правых притоков Оки: текущей на север Тужи, исток которой находится в 1 км на северо-восток от Яковцево и бассейна Большой Кутры, исток текущего на юго-запад правого притока Большой Кутры — речки Шерша — находится на западной окраине Яковцево.

## Из истории
- Документ от 10 декабря 1608 г. «Памяти нижегородского воеводы Андрея Семёновича Алябьева старостам, целовальникам и крестьянам Стародубских сёл Яковцева, Вачи и Пуреха, о присылке к нему выборных челобитчиков с повинною царю Василию»[2].
- Скопление поселений по правому берегу Оки площадью 24 км² состоит из трёх селищ и одного кургана (у д. Вишенки). Доминирующим по площади здесь является Высоковское селище. В XVII в. эта территория известна как Яковцевская волость.[3]

- Из завещания Никиты Акинфиевича Демидова (1724—1787) от 1784 года: «На часть Екатерины Никитичны отдавались 2 264 ревизских души крестьян Ардатовской округи Нижегородского наместничества и Муромской округи (с. Яковцево) Владимирского наместничества».[4]
- История села Яковцева уходит в седую древность. Уже в начале 17-го века — оно село. Это значит, что в селе имелась церковь, а это может себе позволить не каждый населённый пункт. Там, где была построена часовня, (маленькая с иконами) населённый пункт назывался сельцом. Например: Сапун назывался, в казённых бумагах, сельцом. Из этого видно, что Яковцево — деревня возникла очень давно, возможно с начала 16-го века, а может быть и раньше.

В 1609 году около Яковцева и Клина Козьмой Мининым были разгромлены войска сторонников Лжедмитрия II-го. Так описывается это событие в книге горьковского писателя Валентина Костылева «Козьма Минин» (1939).
«Холоп тушинского вора князь Вяземский осадил Нижний (Горький), послав жителям письмо, в котором требовал сдачи города. Он сулил великие милости самозванца. В случае непослушания грозил истребить город. Нижегородцы дружно напали на него, разбили княжеское войско и взяли самого князя в плен. Приговорили к смерти. Он не признавал суда посадских; утверждая, что нижегородцы, не имея на то указа свыше, не могут казнить его, воеводу, человека княжеского рода. Минин доказал народу, что „могут“. Без дальних рассуждений нижегородцы повесили князя.
Потом погнались за другими изменниками, взяли Муром, села Яковцево и Клин, разорили притоны изменников, и до того рассвирепели, что „церкви Божии сжигали и образа кололи“, узнав, что попы заодно с тушинцами».
В. Костылев. «Козьма Минин» 1941 год стр. 103—104
В конце XVII века село Яковцево — государственное пашенное село, то есть крестьянское. В нём насчитывалось 52 крестьянских двора и 7 бобыльских, то есть таких, где не имели земли. Позднее с. Яковцево стало помещичьим. В XIX веке оно принадлежало помещикам Сологубам.
С 1779 года Яковцево — центр волости. Волость — это старая административная единица подобная сельсовету.
Начальная трехклассная школа открыта в Яковцеве одной из первых в районе с 1852 года. Она находилась в помещении волостного правления и занимала одну классную комнату.
В 1880 — 81 учебных годах в школе обучалось 43 мальчика и 3 девочки. Учителем был Павел Иванович Смирнов. В 1882 году открыта церковно-приходская школа, находившаяся на территории церкви.
Яковцево, в прошлом, богатое торговое село. Базар в Яковцеве был в Субботу. Были построены торговые ряды на центральной улице и прилегающих площадях. Торговали Синицын, Кузнецовы, Мошнины, Лупановы и многие другие. В базарный день наезжали торговцы из других сел: Новоселок, Арефина и др. Они раскидывали полки и торговали с них. Многие жители Яковцева, крестьянствовавшие, занимались торговлей: Дувакины (горшки и крендели). Они торговали: одни горшками, кринками и другими изделиями из глины, другие — крендели, торговали съедобным: кренделями, калачами, пряниками. Котовы выпекали пряники — коней и солдатиков. Николаевы — по деревенски Пилясовы, делали мыло и торговали им. Торговали и Юрцевы — парфюмерией и галантереей. Привозили на базар и дрова из Быкасова, Липовки и других мест. Яковцево располагало трактиром и надомными чайными — у Мироновых, Малаховых. Можно было зайти погреться и выпить чайку, а после удачной торговли или покупки и выпить косушку.
В XVII веке, как уже упоминалось, в Яковцеве был двор приказчиков, 52 крестьянских и 7 бобыльских дворов. В 1859 дворов уже 138, жителей — 1133. В 1895 дворов — 215, жителей — 1028. В 1905 дворов — 225, жителей — 1174. (Из воспоминаний А. И. Воронина)
- В начале XIX века построен каменный храм в честь Покрова Пресвятой Богородицы.[5]
- В 1840-х годах Яковцевым (846 десятин, 134 двора, 487 мужских и 579 женских душ) владел Лев Александрович Соллогуб.[6]
- В 1852 году в Яковцево была открыта земская школа. В 1898 году в ней было 95 учащихся.[7]
- В 1937 году Покровская церковь была закрыта и полностью разорена, колокола сбросили с колокольни и разбили, её священник Николай Зеленов расстрелян.[5] В 2003 году постановлением Священного Синода он был причислен к лику святых новомучеников российских для общецерковного почитания.[5]
- С 2004 года церковь восстанавливается районной и сельской администрацией.[5] По состоянию на 2009 год храм не освящён.[5]

## Население
| 1859 | 1897  | 1905  | 1926  | 1999 | 2002 | 2010 |
| ---- | ----- | ----- | ----- | ---- | ---- | ---- |
| 1133 | ↘1019 | ↗1174 | ↘1078 | ↘465 | ↘434 | ↘396 |

## Известные личности, жившие или учившиеся в Яковцево
- Зеленов, Николай Поликарпович (1887—1937) — священник, работал учителем в яковцевской церковно-приходской школе с 1907-го по 1911 год; причислен Московской епархией к числу священномучеников.[13]
- Леонтьев, Алексей Фёдорович (1917—1987) — математик, член-корреспондент АН СССР, уроженец Яковцево.[14]
- Мякиньков, Юрий Павлович (1929—1997) — радиофизик, лауреат Ленинской премии, учился в яковцевской школе с 1943 по 1947 год, выпускник школы[15].
- Половинкин, Александр Иванович (1920—1945) — Герой Советского Союза, окончил 5 классов яковцевской школы; пионерская дружина яковцевской школы носила его имя.[16]
- Половинкин, Владимир Васильевич (1926—2013) — писатель, поэт, уроженец Яковцево.[17]

### Священник Евгений Никольский
Священник яковцевской церкви Покрова Пресвятой Богородицы Никольский Евгений Павлович родился в 1879 году в Казани. Жил в Яковцево. Арестован 18 ноября 1937 года, 13 декабря осуждён за «контрреволюционную пропаганду», 26 декабря расстрелян (одновременно со священниками Русской православной церкви Евгением Красовским и Петром Сперанским из Красно, Леонидом Воскресенским из Большого Загарино, Сергеем Розановым из Малого Загарино и священником Русской православной старообрядческой церкви Алексеем Васильевым из Федурино).

## Яковцево сегодня
Чтобы доехать до Яковцево, необходимо с автотрассы Р125 Муром — Нижний Новгород у Новосёлок повернуть на Жайск и дальше, по указателю, повернуть направо к Яковцево. Имеется аналогичный поворот налево от ответвления (в Федурино) на Чулково, но состояние дороги здесь гораздо хуже.
В Яковцево имеются средняя школа, амбулатория. В Яковцево функционирует предприятие по производству и продаже молочной, животноводческой и плодоовощной продукции ООО «Перспектива». Реставрируется церковь Покрова Пресвятой Богородицы.